# Château de Wargemont
Le château de Wargemont est situé sur la commune de Derchigny (Petit-Caux), dans le département de la Seine-Maritime

## Historique
Le Château de Wargemont, parfois orthographié dans l’histoire Vargemont, du nom du hameau où il tient place est principalement répertorié pour ses liens avec l'impressionnisme et en particulier Pierre-Auguste Renoir et son mécène Paul Bérard.
Propriété privée, le monument fait l’objet d’un classement partiel au titre des monuments historiques par arrêté du 8 octobre 1993 pour sa salle à manger et les deux panneaux peints par Renoir, et d'une inscription partielle par arrêté du 26 juin 1986 pour l'intérieur du rez-de-chaussée.

Les décors intérieurs de Wargemont (ca.1880) furent au fil du temps largement décrits et analysés. Un ouvrage de Marine Kisiel « La peinture impressionniste et la décoration » édité en 2021 en parallèle de l’exposition "le décor impressionniste" au Musée de l’Orangerie, porte un regard neuf sur cette dimension de l’impressionnisme. En 2022, le cas singulier de Wargemont fut particulièrement mis en lumière dans l’exposition "Renoir. Rococo Revival" au Städel Museum de Francfort.

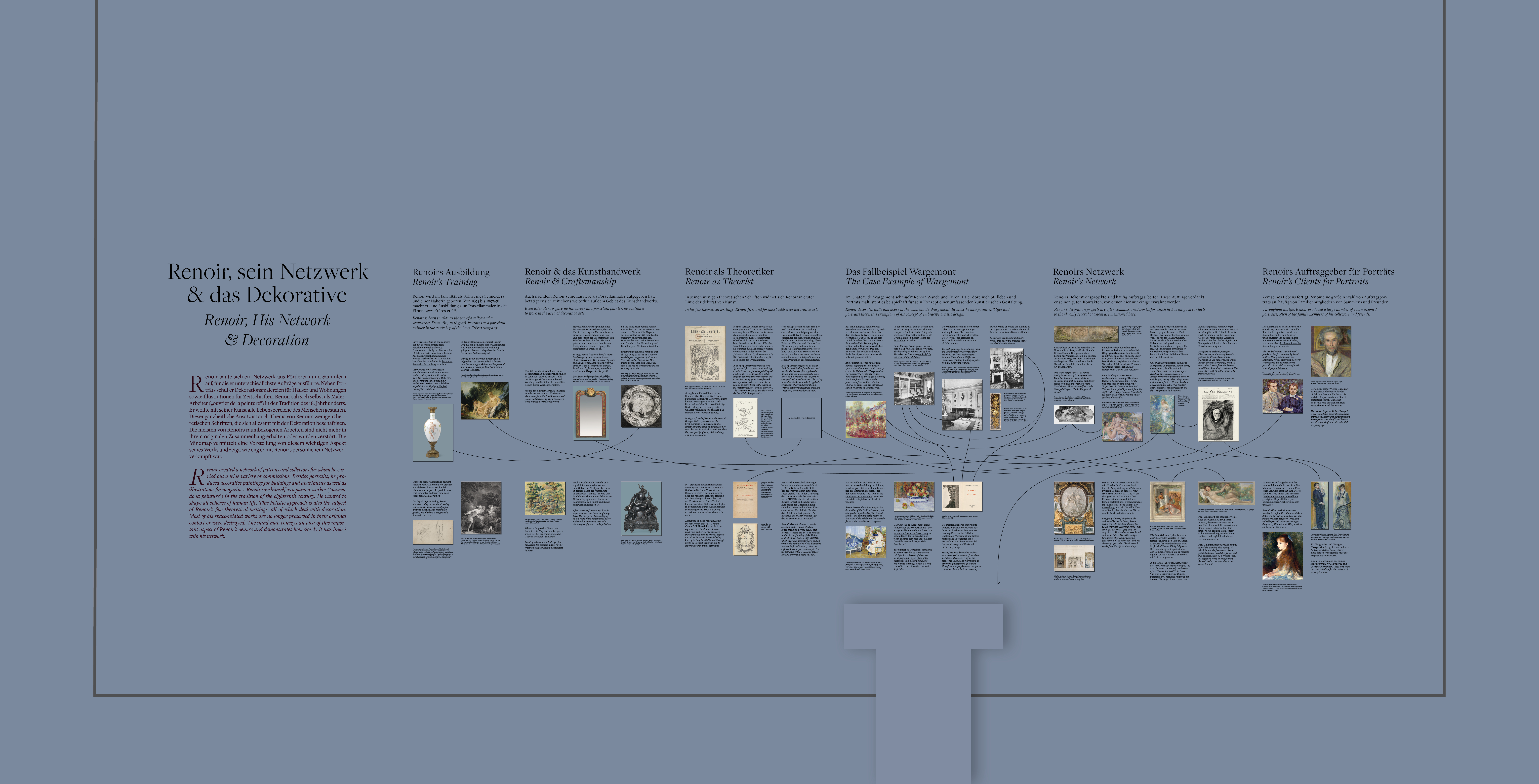
Château de Wargemont, Mind Mapping Renoir, 2022, Städel Museum

Décrit par Mary Cassatt comme "un joli endroit, avec parc à l’anglaise, plutôt isolé", le château, tout comme son environnement et ses aménagements demeurent aujourd’hui dans une configuration strictement identique aux plans, documents et représentations du XIXe siècle.
De nombreux musées comme le Metropolitan Museum de New-York, le Clark Art Institute, le Thyssen, l’Alte Nartionalgalerie de Berlin, le Toledo Museum ou le Musée de l’Orangerie, exposent des natures mortes, scènes d’intérieur, paysages, qui témoignent de la vie à Wargemont à la fin du XIXe siècle. Bien que Jacques-Émile Blanche, Gustave Caillebotte ou Mary Cassatt aient parmi d’autres, peint à Wargemont, la plupart de ces chefs-d'œuvre sont de Pierre-Auguste Renoir. Il les réalisera lors de ses séjours de 1879 à 1899. Quelques poignées sont encore dans le monde en collections privées, atteignants des records lors de leurs présentations en ventes publiques, citons La Roseraie à Wargemont, dont la magnificence était louée par Vincent Van Gogh, passée par la collection Robert de Rothschild et vendue au début des années 2000, la Route à Wargemont en 2021 chez Christie’s New-York, Roses dans une Fenêtre en 2022 chez Sotheby’s Londres ou plus récemment Bouquet de Lilas.

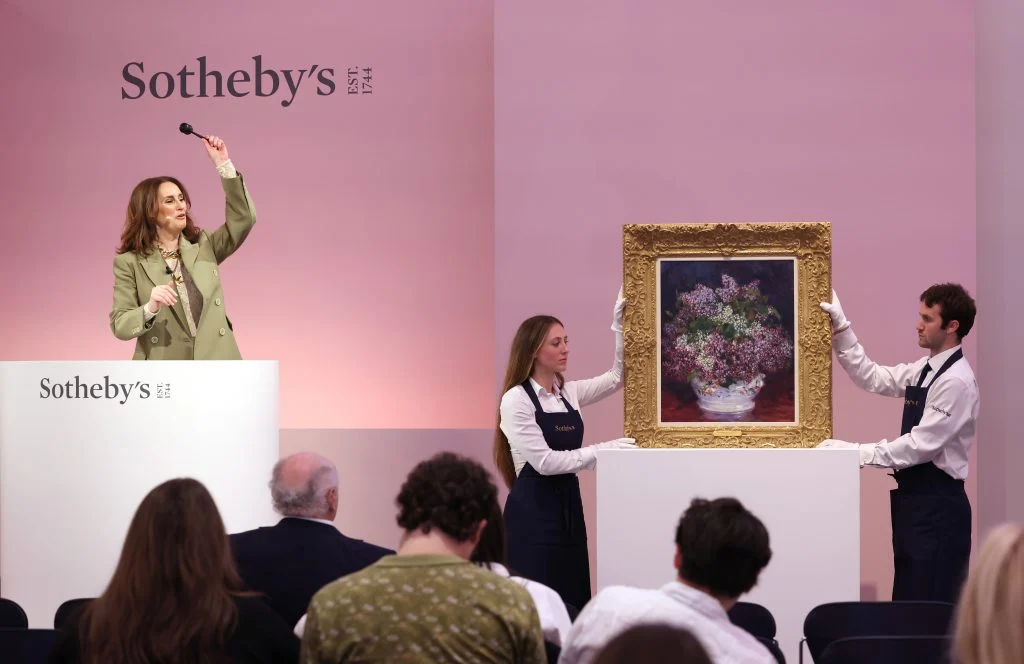
Bouquet de Lilas de Pierre-Auguste Renoir lors de la vente aux enchères du soir de Sotheby's, incluant la collection Ralph I. Goldenberg, Londres, Juin 2024

Certaines de ces œuvres comme la Petite Bohémienne ou le Portrait d’Albert Cahen d’Anvers du Getty Museum ont la particularité, rare pour l’artiste, de présenter une mention de localisation « Wargemont » ou « C. de Wargemont » avec leur date d’exécution sous la signature de l’artiste.

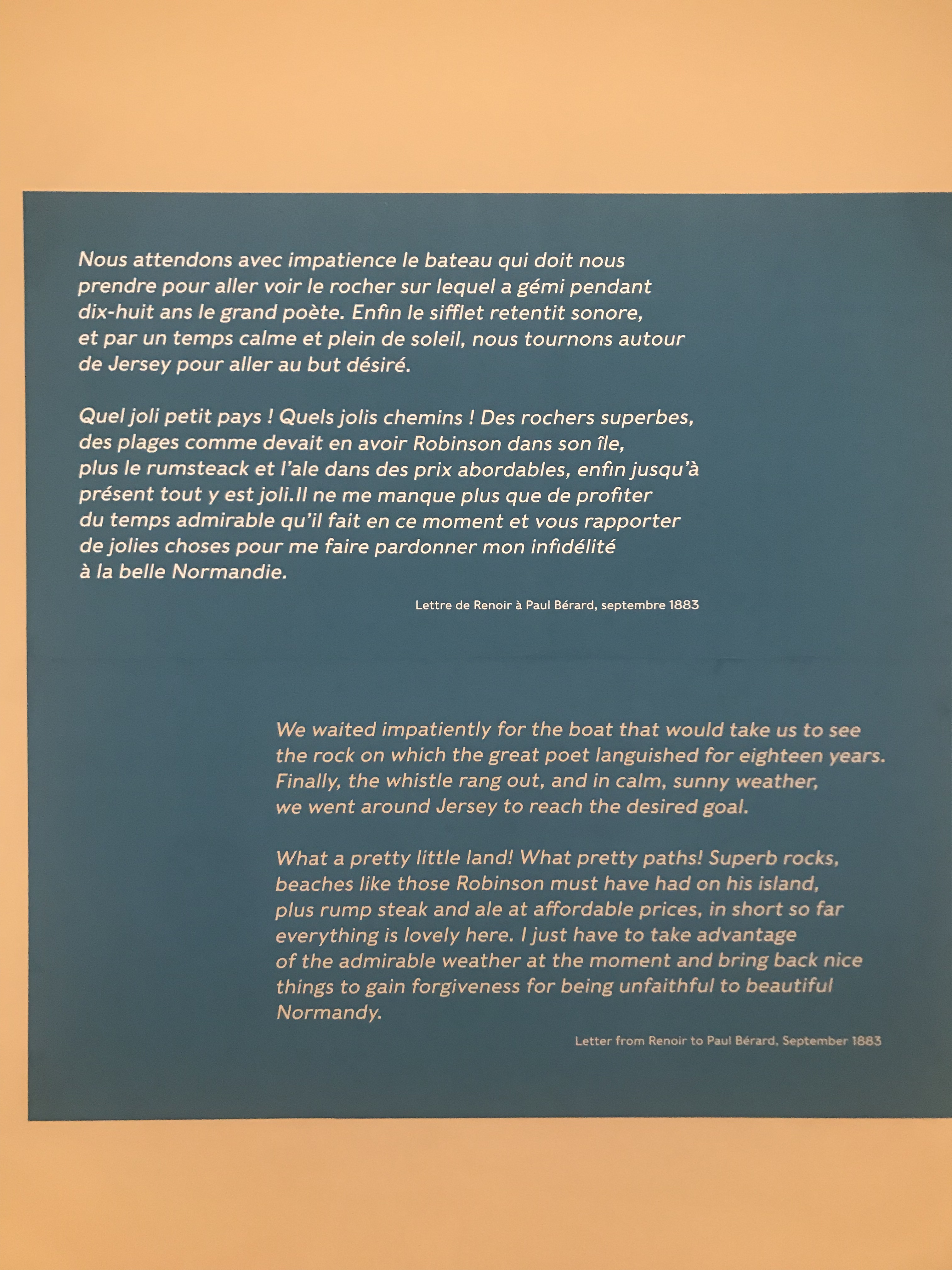
Lettre de Renoir à Paul Bérard. Exposition "Renoir à Guernesey, 1883" Giverny, Musée des Impressionnismes, 2023

Des lettres, témoignage d’une correspondance de près de 25 années entre Renoir et Paul Bérard sont également recherchées par les collectionneurs et étudiées par les conservateurs pour lesquels elles sont une source précieuse d’informations.
De par la quantité d’œuvres réalisées par Renoir sur ce thème lors de ses séjour à Wargemont, les lieux sont fortement associés à la rose. Soulignons que possesseurs séculaires de cette terre, les Le Fournier de Wargemont portaient pour armoiries : d’argent à trois roses de gueules.

## Du XIXe siècle à nos jours
Merlin de Douai, remarié à la Comtesse de Wargemont s’y implique fortement. Il y réside à partir de 1812 et réalise de multiples acquisitions de terres aux alentours, augmentant considérablement l’étendue du domaine. Il y réalise probablement les premières modifications du château XVIIIe. Nous pouvons encore lire sur la cloche de l'église Saint-Valery de Graincourt : « L’An 1812, j’ai été baptisée et nommée Caroline par M. Philippe-Antoine Merlin de Douai, grand-officier de la légion d’Honneur, conseiller d’état, procureur-général à la cour de cassation, membre de l’Institut de France et Madame Isabelle-Caroline Rohart, Comtesse de Vargemont ». Interdit de territoire à la Restauration, il laisse le domaine à sa fille.

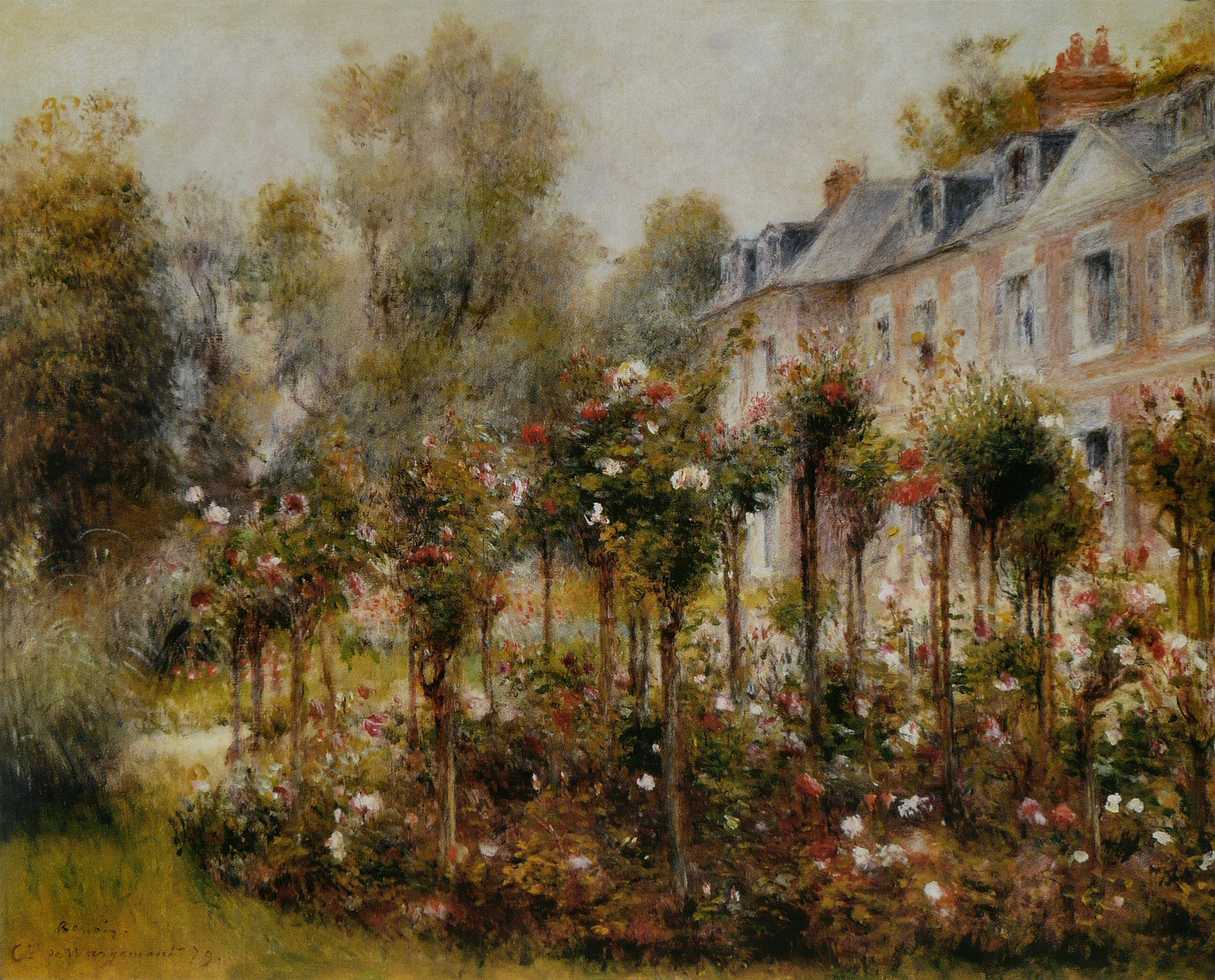
Renoir, Roseraie à Wargemont, 1879, collection particulière

C’est son gendre, le Comte d’Haubersart, pair de France, qui y réalisera les modifications les plus importantes ou mènera à leur terme les travaux démarrés par Merlin. Il réaménage également le parc à l’anglaise, nous pouvons lire en 1854 dans la Notice Historique sur la Ville et le Port de Dieppe ; « Qu’il nous soit permis d’appeler l’attention, d’abord, sur Vargemont, dont M. Le Comte d’Haubersart a su faire une charmante habitation. Le parc a été largement tracé et l’on a su profiter d’une côte pour faire des promenades comme en pays de montagnes ». Fort respecté dans la région où il résidait dans l’intervalle des cessions de la chambre des pairs, il jouissait de beaucoup de considération et d’influence. Le 1er Juillet 1833, lors de la visite à Dieppe du Roi Louis-Philippe depuis le Château d’Eu, le convoi s’arrête à mi-chemin à « Derchigny-Vargemont » le comte est chargé d’un discours en l’honneur cet événement. L'Abbé Cochet signale que le comte d'Haubersart fit don à l’église de Graincourt de l’autel en marbre gris orné, en son centre, d'une croix de Malte blanche et provenant de l’ancienne chapelle de Wargemont.

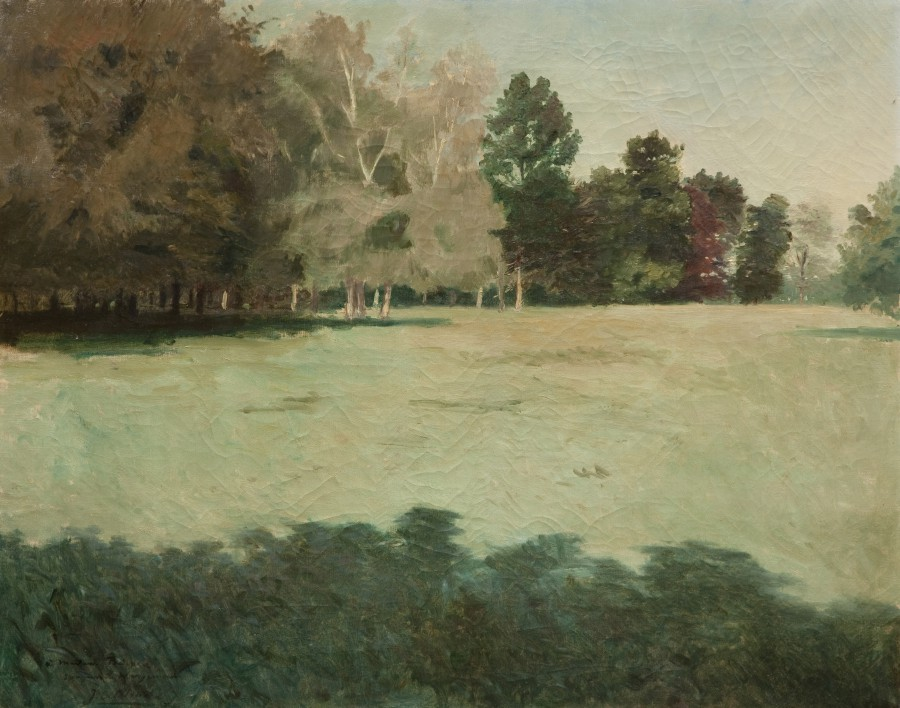
Jacques-Émile Blanche, Vue du parc du Château de Wargemont, ca. 1880, collection particulière

Son petit fils, Paul Bérard, mécène des impressionnistes, fera par l’art et le monde de l’art entrer Wargemont dans la légende et l’intemporalité. Attaché à ces lieux de « toute son âme » comme le soulignait un jour Claude Monet, il s’y épanouira dans les pas de son grand-père, dont la grandeur des actions était souvent relatée aux hôtes. Il y invite Renoir dès 1879 pour de longs séjours estivaux. Les deux hommes se sont probablement rencontrés l’année précédente dans le Salon de Marguerite Charpentier. Les relations entre l’artiste et la famille Bérard seront particulièrement harmonieuses. Parmi les portraits des membres de la famille figurent certaines des études d'enfants les plus célèbres de Renoir.
En villégiature à Dieppe et ses environs, Jacques-Émile Blanche, Mary Cassatt, Marguerite Charpentier, Gustave Caillebotte, Albert Cahen-d’Anvers ou encore Marcel Proust, viendront, parmi d’autres, chez les Bérard à Wargemont dans le cadre de séjours ou de visites. Les grands mécènes et collectionneurs des impressionnistes Victor Chocquet, Charles Ephrussi et Charles Deudon y ont chacun leur chambre et leurs habitudes, de là, ils scrutent avec attention les évolutions artistiques de Renoir :  
« Souviens-toi de Paul Bérard, Deudon, Charles Ephrussi, quand je rapportai à Wargemont ma Baigneuse de Capri ! Ce qu’ils craignaient que je ne fasse plus des Nini ! ». (souvenirs de Renoir à Jacques-Emile Blanche, 1949, p. 435)

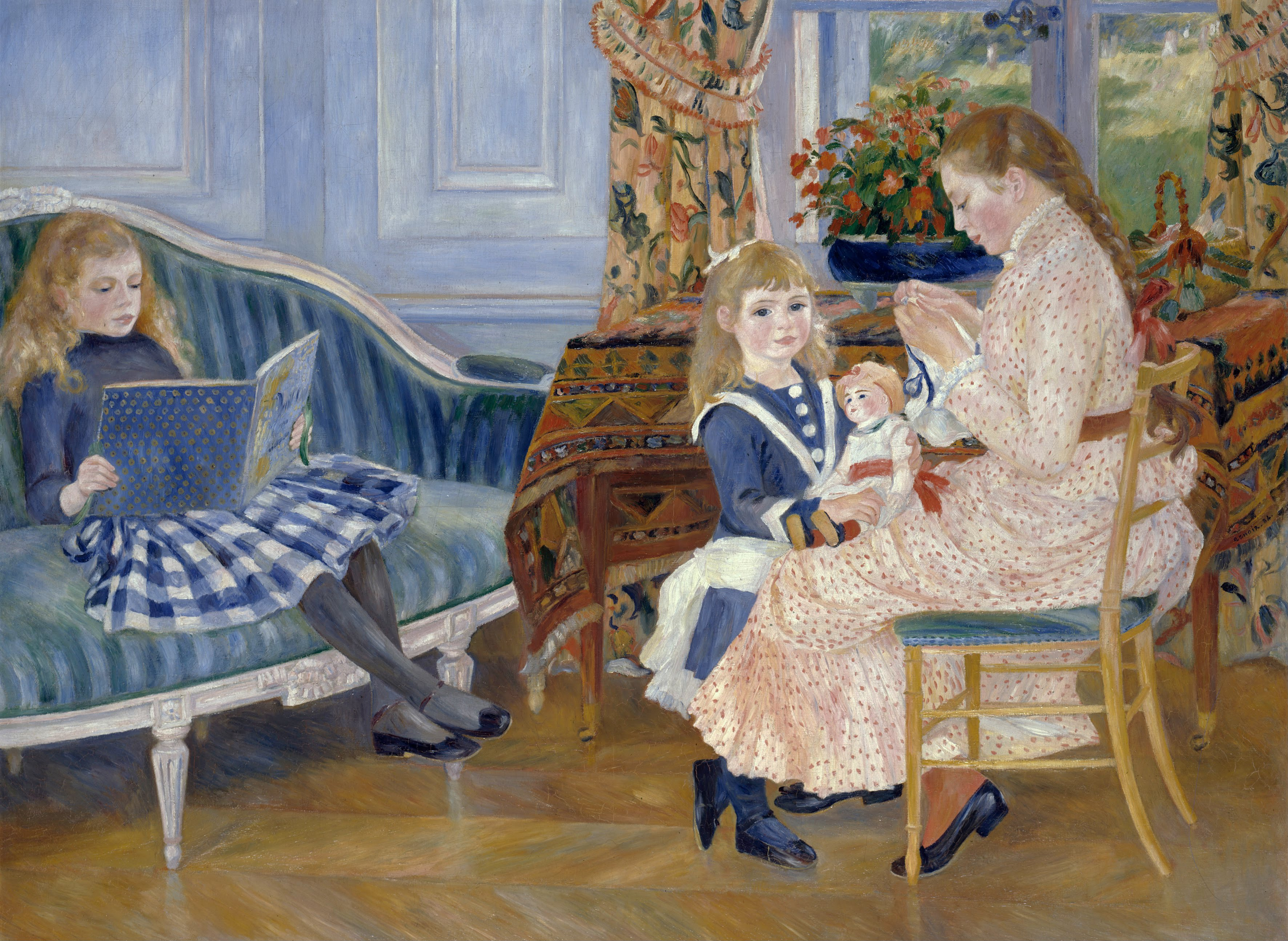
Renoir, L'après-Midi des Enfants à Wargemont, 1884 (Marguerite, Lucie et Marthe Bérard), Alte Nationalgalerie, Berlin.

Oscar Wilde alias Sebastian Melmoth s’y présente en 1897, il a trouvé refuge dans le village voisin de Berneval à sa sortie de la prison de Reading et souhaite en complément de la villa qu’il occupe, louer la cabine de plage des Bérard, l’une des premières installées dans la région. Il obtiendra satisfaction.
Paul Bérard décède en 1905 et lègue le domaine à son fils aîné, André. La fille de ce dernier, Jacqueline Bérard épousera Edouard Renaudeau d’Arc.
Fille de Paul Bérard mais dont le frère André a hérité du domaine, Lucie Bérard restera très attachée à la région de Dieppe. Elle était la mère d'André Pierre de Mandiargues.
Dans les années 1970, l'écrivain Michel Déon, habitué des lieux, y puisera une part d’inspiration dans l’écriture de son Jeune Homme Vert.
L’artiste Loic Dubigeon résidera longtemps dans l’une des dépendances du château à la fin du siècle dernier.

## Ancien régime
Le dernier des Wargemont à y résider, Albert-Louis-Aymar le Fournier, comte de Wargemont, lieutenant colonel au régiment de Rohan-Soubise, chevalier de Saint-Louis à 24 ans et commandeur de l’ordre de Saint-Lazare, maréchal de camp à 43 ans se fit particulier remarquer à Ponte-Novo. Commandant de la Haute-Normandie, Louis XV alors dans les dernières années de son règne, le chargea en 1772 de mettre fin à une conspiration de la noblesse Normande qui au nom du peuple et au regard du silence obligé des Parlements, tenta de faire pression sur la Couronne dont les mesures fiscales n'étaient plus supportables. Après maintes actions ciblées, se tiendra au Château de Wargemont un rendez-vous réunissant la noblesse régionale, après lequel la conspiration semble prendre fin. Il entretenait une riche correspondance avec Voltaire dont il avait fait la rencontre à Ferney un soir de Juin 1767. Il émigre à la révolution et ne reviendra pas. Il meurt en 1810.